# Дејан Стојановић Кепа
Дејан Стојановић Кепа (Крагујевац, 3. јун 1974) је српски музичар, бивши бубњар групе Смак. Пре Смака, свирао је бубњеве у групама Алиби и Тек. Захваљујући свом оцу Слободану, млађи Кепа је имао прилику да упозна инструмент од својих најранијих дана.